# Salt Lake City Stars 2016-2017
La stagione 2016-17 dei Salt Lake City Stars fu l'11ª nella NBA D-League per la franchigia.
I Salt Lake City Stars arrivarono quinti nella Pacific Division con un record di 14-36, non qualificandosi per i play-off.

## Roster
|    | Naz.                   | Ruolo | Sportivo        | Anno | Alt. | Peso |  |
| -- | ---------------------- | ----- | --------------- | ---- | ---- | ---- |  |
| 2  | Stati Uniti (bandiera) | G     | Jaylen Bland    | 1993 | 191  | 93   |  |
| 4  | Stati Uniti (bandiera) | G     | Marcus Paige    | 1993 | 183  | 74   |  |
| 5  | Stati Uniti (bandiera) | G     | Tyrone Wallace  | 1994 | 196  | 90   |  |
| 12 | Stati Uniti (bandiera) | G     | Alec Burks      | 1991 | 198  | 97   |  |
| 12 | Stati Uniti (bandiera) | GA    | Quincy Ford     | 1993 | 203  | 102  |  |
| 14 | Stati Uniti (bandiera) | A     | Brannen Greene  | 1994 | 201  | 98   |  |
| 15 | Stati Uniti (bandiera) | G     | Sundiata Gaines | 1986 | 185  | 88   |  |
| 15 | Stati Uniti (bandiera) | GA    | Dakarai Tucker  | 1994 | 196  | 88   |  |
| 20 | Stati Uniti (bandiera) | G     | Evrik Gary      | 1991 | 191  | 82   |  |
| 20 | Stati Uniti (bandiera) | A     | Michale Kyser   | 1991 | 206  | 95   |  |
| 20 | Stati Uniti (bandiera) | G     | Brandon Triche  | 1991 | 193  | 95   |  |
| 21 | Ucraina (bandiera)     | AC    | Joel Bolomboy   | 1994 | 206  | 107  |  |
| 22 | Stati Uniti (bandiera) | GA    | J.J. O'Brien    | 1992 | 201  | 103  |  |
| 23 | Stati Uniti (bandiera) | A     | Chane Behanan   | 1992 | 198  | 111  |  |
| 23 | Stati Uniti (bandiera) | A     | Jeremy Williams | 1987 | 201  | 100  |  |
| 24 | Stati Uniti (bandiera) | G     | Jermaine Taylor | 1986 | 193  | 95   |  |
| 25 | Brasile (bandiera)     | G     | Raulzinho       | 1992 | 185  | 81   |  |
| 31 | Stati Uniti (bandiera) | C     | Jaleel Roberts  | 1992 | 216  | 113  |  |
| 31 | Stati Uniti (bandiera) | AC    | Henry Sims      | 1990 | 208  | 111  |  |
| 33 | Stati Uniti (bandiera) | C     | Da'Shonte Riley | 1991 | 213  | 106  |  |
| 34 | Stati Uniti (bandiera) | AC    | Eric Dawson     | 1984 | 206  | 113  |  |
| 34 | Stati Uniti (bandiera) | C     | Diamond Stone   | 1997 | 211  | 116  |  |
| 40 | Stati Uniti (bandiera) | A     | Patrick Simon   | 1992 | 203  | 100  |  |
| 91 | Stati Uniti (bandiera) | A     | DeAndre' Bembry | 1994 | 198  | 95   |  |
| 91 | Stati Uniti (bandiera) | AG    | Brice Johnson   | 1994 | 208  | 104  |  |

## Staff tecnico
- Allenatore: Dean Cooper
- Vice-allenatori: Jordan Brady, Travis Walton
- Preparatore atletico: Brady Howe